# Associazione Radioamatori Repubblica di San Marino
Die Associazione Radioamatori Repubblica di San Marino (ARRSM) (deutsch wörtlich: „Amateurfunkverband der Republik San Marino“) ist der nationale Verband der Funkamateure von San Marino
Der am 22. Juni 1979 in San Marino gegründete Verband setzt sich für Völkerfreundschaft und kulturellen Austausch ein. Die ARRSM fördert das Interesse ihrer Mitglieder an der Funktechnik und unterstützt sie bei der Ausübung ihres Hobbys durch Beratung beim Experimentieren und durch Organisation von gemeinsamen Veranstaltungen. Die Associazione sieht sich in der Tradition des Funkpioniers Guglielmo Marconi (1874–1937) und will dessen einzigartiges technisch-kulturelles Erbe erhalten und fortführen.
Die ARRSM arbeitet mit nationalen und internationalen Behörden und Organisationen zusammen und unterstützt die Bevölkerung bei nationalen Notfällen und Naturkatastrophen, wie Erdbeben, durch Aufrechterhaltung von Kommunikationskanälen. Sie ist Mitglied der International Amateur Radio Union (IARU Region 1), der internationalen Vereinigung von Amateurfunkverbänden, und vertritt dort die Interessen der Funkamateure des Landes.